# Anna Mitgutsch
Anna Mitgutsch (ur. 2 października 1948 w Linzu) – austriacka pisarka, wykładowca akademicki, literaturoznawczyni i tłumaczka.

## Życiorys
Anna Mitgutsch urodziła się i dorastała w Linzu. W 1967 r. zdała maturę w Realgymnasiums. W latach 1967-1974 studiowała język angielski i niemiecki na Uniwersytecie w Salzburgu. W trakcie studiów, w latach 1971-72 pracowała jako wykładowca na wydziale niemieckim na University of Hull i University of East. W latach 1974-78 była asystentem w Instytucie Studiów Amerykańskich, Uniwersytet w Innsbrucku. W latach 1978-79 była profesorem wizytującym na Wydziale Studiów Angielskich i Amerykańskich na Uniwersytecie Kobiet Ewha w Seulu.
Od 1979 do 1985 r. wykładała język i literaturę niemiecką w Amherst College w Massachusetts, Sarah Lawrence College w Nowym Jorku, na Tufts University i Simmons College w Bostonie. W latach 90. była pisarką-rezydentką w Oberlin College (Ohio), Lafayette College (Easton) i Allegheny College (Meadville). Od 1985 r. jest niezależną pisarką i kontynuuje nauczanie na uniwersytetach austriackich i amerykańskich i dzieląc swój czas między Boston i Linz. W 2015 r. Uniwersytet w Salzburgu uhonorował Mitgutsch tytułem doktora honoris causa filozofii za wybitną twórczość literacką, dzięki której wniosła znaczący wkład w demokratyczną kulturę Austrii.
Mitgutsch jest jednym z najważniejszych i najbardziej znanych pisarzy austriackich. Oprócz esejów i tłumaczeń literackich wydała kilka powieści, m.in.: Die Züchtigung (1985), Ausgrenzung (1989), Abschied von Jerusalem (1995), Haus der Kindheit (2000), Familienfest (2003), Zwei Leben und ein Tag (2007), Wenn du wiederkommst (2010).

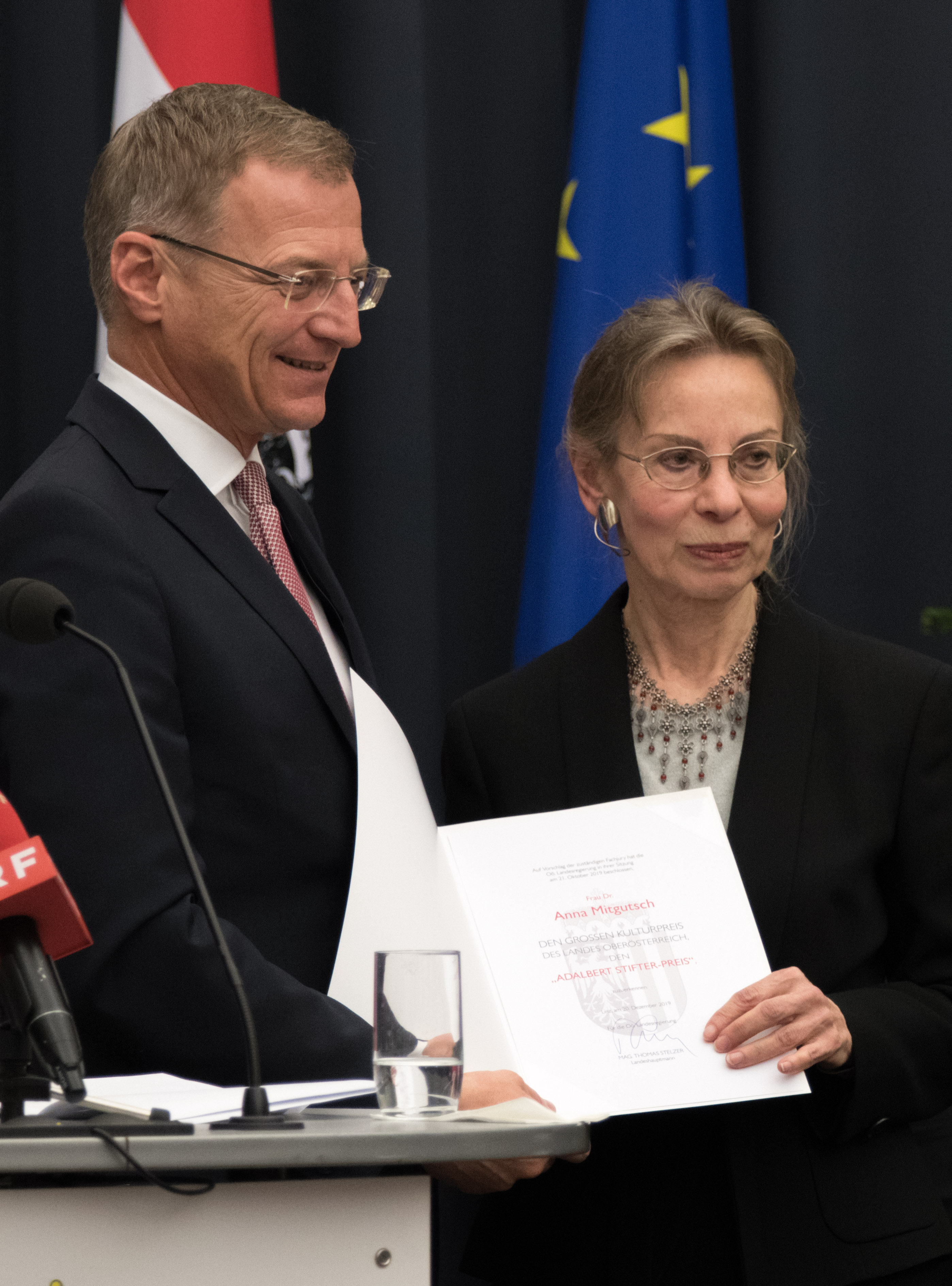
Anna Mitgutsch i Thomas Stelzer, 2019

## Nagrody i wyróżnienia
Za swoją twórczość otrzymała wiele nagród i wyróżnień:
- Stypendium Fulbrighta, 1977
- Brüder-Grimm-Preis der Stadt Hanau, 1985
- Kulturpreis des Landes Oberösterreich, 1986
- Südtiroler Leserpreis der Stadt Bozen, 1990
- Anton-Wildgans-Preis, 1992
- Förderpreis für Literatur des Bundesministeriums für Kunst, 1996
- Würdigungspreis (Staatspreis) für Literatur der Republik Österreich, 2000
- Solothurner Literaturpreis, 2001
- Kunstwürdigungspreis der Stadt Linz, 2002
- Heinrich Gleißner-Preis, 2000
- Ehrendoktorat der Universität Salzburg, 2015
- Premio Internazionale Letterature dal Fronte, Cassino 2016
- Short List für den österreichischen Buchpreis, 2016
- Johann-Beer-Literaturpreis, 2016
- Großes Goldenes Ehrenzeichen der Stadt Linz für Verdienste um die Kultur, 2019
- Adalbert Stifter-Preis des Landes Oberösterreich, 2019

## Wybrana twórczość
- Die Züchtigung, 1985
- Das andere Gesicht, 1986
- Ausgrenzung, 1989
- In fremden Städten, 1992
- Abschied von Jerusalem, 1995
- Erinnern und erfinden, 1999
- Haus der Kindheit, 2000
- Familienfest, 2003
- Zwei Leben und ein Tag, 2007
- Wenn du wiederkommst, 2010
- Die Annäherung, 2016
- Unzustellbare Briefe, 2024